# Alfred Krupp
Alfred Krupp (26 de abril de 1812-14 de julio de 1887; de nombre completo Alfried Felix Alwyn Krupp) fue un industrial e inventor alemán. Expandió la compañía Krupp, fundada por su padre Friedrich Krupp, hasta convertirla en la empresa industrial más grande de Europa.
La producción de llantas de ferrocarril sin soldadura le permitió obtener grandes ventas gracias a la expansión del sistema ferroviario, y más adelante el negocio siguió expandiéndose principalmente con la producción de armamento. Se convirtió en el mayor fabricante de armas de su tiempo, lo que le valió el apodo de rey del cañón. Sus piezas de artillería mejoradas contribuyeron en gran medida a la victoria alemana en la guerra franco-prusiana.

## Semblanza

### Primeros años

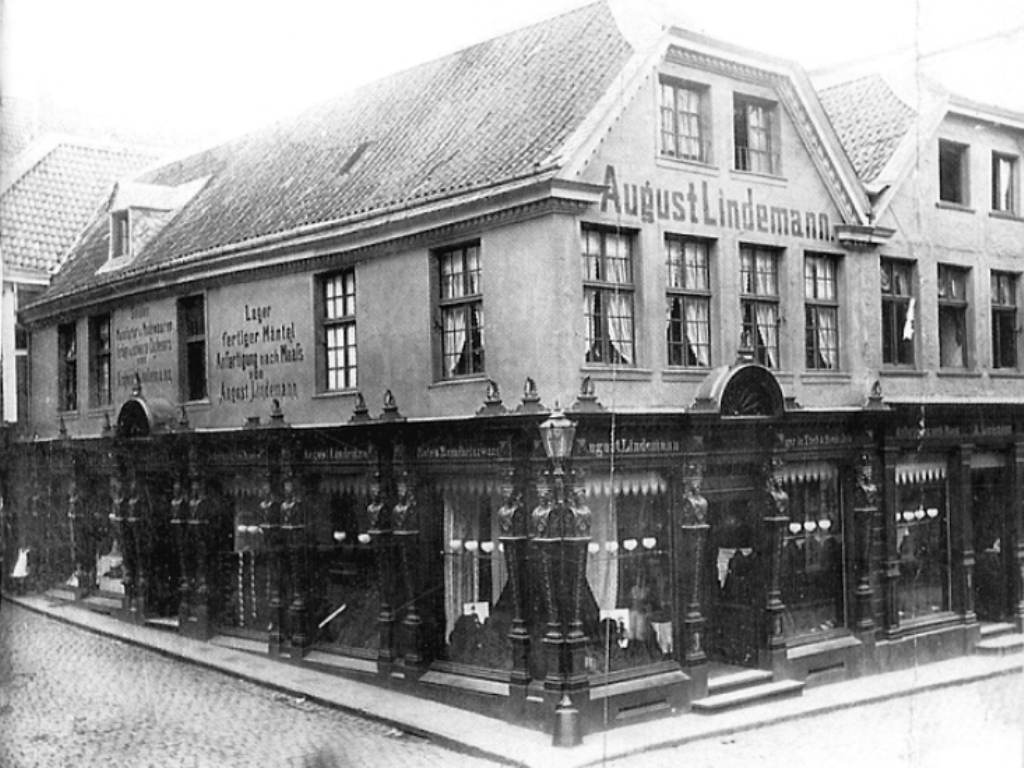
Lugar de nacimiento de Alfred Krupp y su padre Friedrich Krupp en Essen, alrededor de 1850-1880.

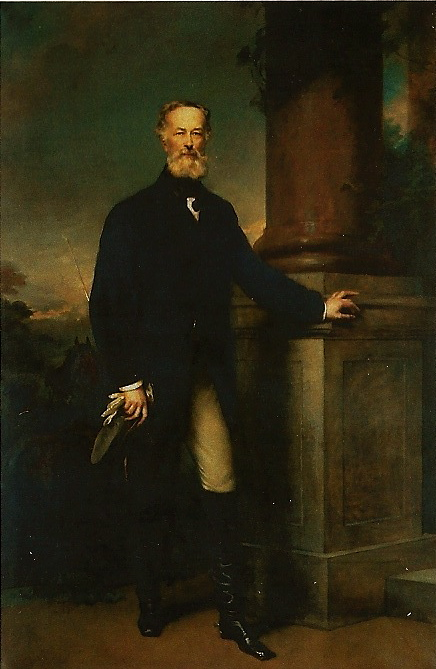
Alfred Krupp, primer retrato realizado por Julius Gruen.

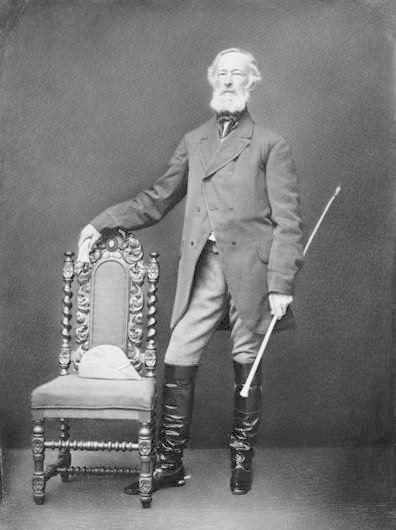
Alfred Krupp, en atuendo ecuestre.

Alfred Krupp era el hijo mayor de Friedrich Krupp y de su esposa Theresia Helena Johanna Wilhelmi. Nació en una casa adosada, en Flachsmarkt 9 de Essen, donde también nació su padre. Los antepasados de la familia Krupp fueron consejeros de Essen y respetados comerciantes. El refugiado religioso holandés Arndt Kruipe (muerto en 1624) es considerado el progenitor de la familia.
El padre de Alfred nunca había logrado convertir en un negocio rentable la forja que había fundado en 1812 junto a un molino hidráulico al norte de Essen. Esta primera planta productiva permaneció en posesión de Krupp hasta 1839. En 1819, la fábrica se trasladó a la propiedad familiar en la carretera de Altendorfer. Este nuevo taller pronto agotó todos sus recursos financieros, y la casa de Flachsmarkt donde nacieron pasó a manos de los acreedores en 1824, por lo que la familia se trasladó a la casa del supervisor de la nueva fábrica, que Alfred Krupp convertiría en sede de la empresa.
Cuando Alfred tenía 14 años, murió su padre, quien lo había instruido previamente sobre los secretos de la producción de acero fundido. En ese momento, la familia se trasladó a Metternich con la hermana de Friedrich Krupp, Helene von Müller. El negocio,  que por entonces empleaba a siete trabajadores y adeudaba 10 000 táleros, pasó a manos de la esposa de Friedrich, quien junto con su cuñada fundó una empresa para la producción de acero fundido. Los estatutos fueron firmados conjuntamente por todos los herederos de Friedrich y su hermana como nueva socia. Alfred, inicialmente educado junto con los niños de Franz Dinnendahl por un maestro privado, abandonó la escuela, y de la mano de su madre y de su tía se hizo cargo de la gestión de la empresa, que continuó la producción con algunos empleados. La situación no cambió hasta alrededor de 1830, gracias al desarrollo del sistema ferroviario en Alemania y Europa, que incrementó la demanda del acero fundido necesario para la fabricación de carriles y ejes. Krupp logró producir piezas de acero fundido y las entregó por primera vez a la empresa Hüsecken de Hohenlimburg el 26 de agosto de 1830.
El establecimiento de la Unión Aduanera de Alemania en 1834 promovió el tráfico de mercancías en el país. En 1836, Alfred Krupp empleaba a unos 60 empleados, a quienes cuidó durante toda su vida: introdujo el seguro médico en Alemania, e hizo construir viviendas para sus trabajadores a partir de 1861. A cambio, les exigía lealtad e identificación con la empresa.
En 1838, Krupp registró una patente para un rodillo de cuchara de acero fundido para la fabricación de cucharas y tenedores. En los años que siguieron, Alfred Krupp viajó por toda Europa, siempre buscando clientes para mantener el negocio en marcha. Su empresa se expandió, pero Krupp carecía de capital y se enfrentaba constantemente al riesgo de una quiebra. En el estado de Baja Austria de Berndorf, fundó  la Berndorfer Metallwarenfabrik con el banquero y empresario Alexander von Schoeller, donde se fabricaron los primeros cubiertos de plata, sustituida al poco tiempo por la alpaca. Cuando Krupp regresó a Essen, su hermano Hermann se hizo cargo de la fábrica.
Antes de su primer viaje a Inglaterra en 1838/39, Krupp comenzó a escribir su nombre como Alfred (en vez de Alfried) y continuó haciéndolo desde entonces.
La fabricación de armas comenzó como un pasatiempo: después de un período de prueba de siete años, Krupp forjó a mano en 1843 su primer cañón de alma rayada. Los primeros intentos de vender armas de fuego de acero fracasaron estrepitosamente, ya que los militares prefirieron confiar en los tradicionales cañones de bronce. A sus ojos, el acero estaba demasiado relacionado con la fundición de hierro, que era demasiado frágil y, por lo tanto, inadecuado para la fabricación de armas.
Mantuvo una relación amistosa con Friedrich Carl Devens (1782-1849) y su familia. Durante sus visitas al cercano Knippenburg, Krupp presentó a los miembros de la familia Devens los fusiles de caza de acero fundido y las pistolas producidas en su fábrica. También fue un invitado frecuente en Schloss Welheim, donde usó el campo de tiro para probar sus nuevas armas de cañón rayado.
En 1847 se fabricó el primer cañón de acero fundido Krupp y se presentó al Ministerio de Guerra de Prusia para su inspección. Sin embargo, fue llevado directamente al Arsenal y no fue probado hasta dos años después. Los resultados fueron excelentes, pero el ministerio no vio ninguna razón para pedir tales cañones.
En 1848, Alfred Krupp se convirtió en el único propietario de la fábrica de acero fundido de Essen, donde en los años siguientes, los rodillos y los cubiertos se fabricaban principalmente con acero fundido.

### Expansión del negocio

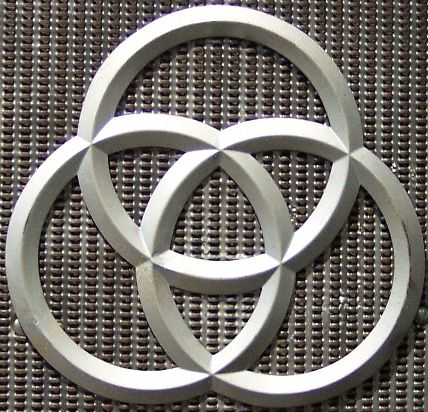
Las tres llantas de ferrocarril sin soldadura de Krupp

Alfred Krupp logró un importante avance a lo largo de 1852 y 1853, con la invención de la llanta de ferrocarril sin soldadura: una pieza alargada de acero forjado que se seccionaba por su eje longitudinal, se separaba en forma de anillo, se estiraba y finalmente se laminaba. Como resultado de esta etapa de crecimiento, la empresa empleó a unos 1000 trabajadores en la década de 1850. Durante décadas, las llantas de ferrocarril sin "costura" fueron el producto principal de Krupp, lo que se debió principalmente al hecho de que logró ganar como clientes a un gran número de compañías ferroviarias estadounidenses. Hasta el día de hoy, el logotipo del Grupo ThyssenKrupp representa tres llantas superpuestas.
Alrededor de 1857 Alfred desarrolló su propia versión de un cañón de retrocarga, que ofreció en vano al ejército prusiano en 1858, ya que el cerrojo no era fiable debido a algunos problemas de diseño. Sin embargo, Alfred Krupp continuó persiguiendo su objetivo de establecerse como fabricante de armas, y en abril de 1860 finalmente vendió las primeras 312 piezas de acero de seis libras (todavía cargadas por la boca) a Prusia.

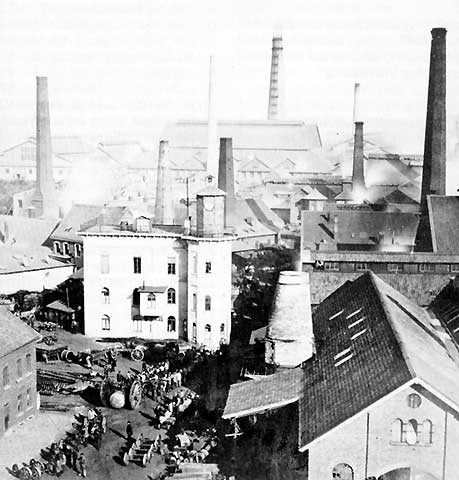
Gussstahlfabrik Essen en enero de 1864

Las ventas de armas aumentaron muy rápidamente. Krupp suministró cañones a todas las principales potencias europeas con la excepción de Francia. La empresa siguió creciendo a un fuerte ritmo, apoyada en la introducción de técnicas de producción innovadoras. En 1861, Krupp desarrolló "Fritz", el martillo pilón de fragua más pesado del mundo en ese momento, con 50 toneladas. Al mismo tiempo, Krupp fue el primer empresario alemán en producir acero en masa con la ayuda del convertidor Bessemer (que descubrió en Inglaterra y luego compró), y el Proceso Siemens-Martin.
En 1861, Krupp fundó un departamento de fotografía dentro de la empresa, sentando así las bases para una de las colecciones de fotografías históricas más grandes del mundo. El archivo del Archivo Histórico de Krupp contiene hoy alrededor de 2 millones de estas fotografías, incluidos unos daguerrotipos, que representan las primeras imágenes conservadas del proceso de producción industrial del acero.
Haciendo valer la superioridad de los cañones de acero Krupp sobre los cañones de bronce daneses, Prusia ganó la Guerra de los Ducados en 1864. En 1866, dos ejércitos equipados por Krupp se enfrentaron por primera vez en la guerra austro-prusiana. Pero un año más tarde, el cañón de retrocarga fue perfeccionado mediante el desarrollo de Krupp del cerrojo de cuña redonda. La guerra franco-prusiana, que se decidió entre otras cosas por el doble alcance de los cañones de acero prusianos en comparación con los cañones de bronce franceses, haría finalmente rico a Krupp. El más nuevo de los cañones Krupp en aquel momento era el cañón de 4 libras C/67, una pieza artillera de retrocarga que logró un efecto devastador mediante la combinación de una alta cadencia de tiro (hasta diez disparos por minuto) y su largo alcance (hasta un máximo de 3450 m con un calibre de 8 cm), lo que quedó claramente demostrado durante la batalla de Sedán.

### Empresa
Durante el Gründerzeit (la época dorada del inicio de las grandes empresas alemanas), después de la formación del Reich, la producción de la industria pesada alemana se duplicó, y "la empresa", como ahora se llamaba comúnmente a Krupp, se convirtió en el conglomerado industrial más grande de Europa. Essen se convirtió en Kruppstadt (literalmente, la ciudad de Krupp) y creció en decenas de miles de residentes. Sin embargo, la compañía permaneció constantemente en peligro de quiebra. Por ejemplo, después del pánico de 1873, la industria pesada alemana entró en dificultades debido a un alto exceso de capacidad. Como resultado de esta situación, Krupp debía a los bancos la considerable suma de 30 millones de marcos de oro, pero pudo saldar la deuda con bastante rapidez gracias al boom ferroviario en los Estados Unidos.

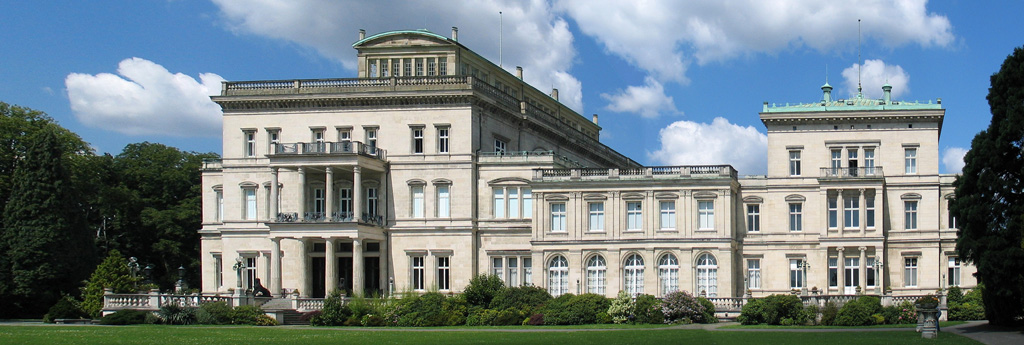
Villa Hügel (lado del jardín), la biblioteca a la izquierda, la Sala Gobelina en el medio, y el actual Museo Krupp a la derecha.

También fue en este momento cuando se construyó la Villa Hügel, la magnífica mansión cuyo interior provisto de detalles técnicos fue diseñado por el propio Alfred Krupp. Para reducir el peligro de incendio, se construyó sin materiales inflamables, y sus instalaciones técnicas (como el sistema de calefacción o los elevadores de bandejas de comida) se convirtieron en un símbolo de la naciente industrialización.
En respuesta a una huelga general organizada por el Partido Socialdemócrata Obrero (SDAP) en 1871, publicó el Reglamento General en 1872, que se distribuyó a todos los trabajadores de la compañía. En sus 72 párrafos, que se mantuvieron vigentes hasta el fin de la compañía como empresa familiar en 1967, los derechos y obligaciones de los "Kruppianos" se describían en detalle:

La infidelidad y la traición deben perseguirse con toda severidad legal ... porque así como el fruto surge de la semilla y, según su tipo, es alimento o veneno, el espíritu, bueno o malo, surge de la acción.

Los deberes impuestos a los trabajadores eran estrictos, pero a cambio se otorgaban amplios beneficios sociales. De esta forma, los trabajadores pudieron disfrutar de viviendas más baratas y recibieron cobertura de seguro médico. Por primera vez en Alemania, cualquier persona que hubiera trabajado para Krupp en su vida, recibiría una pensión gestionada por la empresa. Si un trabajador era despedido, perdía todos estos privilegios. La posterior legislación social de Otto von Bismarck se basó en gran medida en la normativa general de Krupp.
En la década de 1880, la competencia de la industria siderúrgica estadounidense se endureció. Krupp perdió el mercado americano y con él su principal área de ventas de llantas para las ruedas del ferrocarril. A partir de entonces se concentró en la producción y el desarrollo de armas. Lo mismo ocurrió con sus dos mayores competidores, el francés Henri Schneider y el inglés William Armstrong. Los tres juntos suministraron el material bélico que alimentó la espiral armamentística europea, que más tarde desembocó en las brutales batallas de desgaste de la Primera Guerra Mundial.
En Alemania, Alfred Krupp luchó contra el Partido Socialista Obrero. Entonces, no solo temía la quiebra si se implantaban las ideas socialistas, sino que también consideraba a sus trabajadores como de su propiedad, pretendiendo imponer regulaciones sobre la expresión de opiniones y el comportamiento de voto. Los trabajadores que participaron en manifestaciones eran incluidos en una lista negra; y era despedido o se arriesgaba a no ser contratado. Antes de cada elección, se pidió a los trabajadores que no votaran por el SDAP.
Su hijo Friedrich Alfred Krupp heredó la empresa, que en aquel entonces tenía 20 000 empleados.

## Personalidad

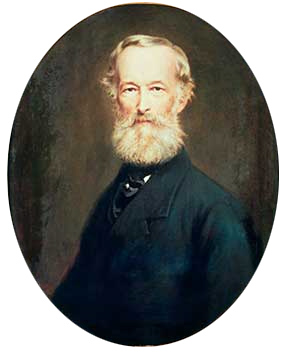
Alfred Krupp, segundo retrato de Gruen.

A la edad de 17 años, Alfred ya se había convertido en padre de un hijo ilegítimo, fruto de un romance con una joven de 23 años hija de un pequeño agricultor, cuya granja no estaba lejos de la acería. Con un acuerdo cerrado en más de 300 táleros (que equivalían a los ingresos anuales de tres trabajadores), la joven madre renunció a toda reclamación contra la familia Krupp en su nombre y en el de su hijo. El posterior éxito mundial de la fábrica de acero fundido no era predecible en absoluto en aquel momento.
Alfred Krupp se casó en 1853 con Bertha Eichhoff (1831-1888), unos veinte años menor que él. La pareja tuvo un hijo, Friedrich Alfred. En general, el matrimonio probablemente no fue muy feliz. El interés casi exclusivo de Alfred Krupp estaba en la empresa en la que invirtió todo su tiempo. Su esposa nunca pudo disfrutar de la ciudad de Essen debido a la contaminación de la atmósfera generada por la industria, y pasaba la mayor parte del año con su hijo Friedrich en Italia.
Alfred Krupp era, por un lado, un trabajador infatigable que nunca pensó en descansar, aunque por otro lado, su carácter hipocondriaco le sumía en la depresión, y en ocasiones permanecía en cama durante semanas o incluso meses. Su médico personal era Moses Hirschland, a quien probablemente conoció cuando todavía estaba en la escuela.
Como empleador mostraba un comportamiento patriarcal, exigiendo no solo respeto sino también obediencia a sus trabajadores, a los que a cambio otorgaba una atención integral. En los negocios, Krupp se caracterizaba por una considerable confianza en sí mismo y en su capacidad de convencer a sus interlocutores, hasta el punto de que consiguió recibir a numerosos gobernantes europeos en su mansión de Villa Hügel. Los reyes y emperadores llegaban a visitarle no por motivos sociales, sino como clientes. Por eso, en 1865, rechazó el título nobiliario que le había ofrecido el Káiser Guillermo I, por ser algo que "no estaba de acuerdo con sus deseos". Su nombre era Krupp, y eso era suficiente.
El principio rector de Krupp, que formuló en 1873 con motivo del 25 aniversario de su toma de posesión de la acería, se interpreta como un ejemplo de la ética del trabajo luterana: "El propósito del trabajo debe ser el bien común, luego el trabajo trae bendiciones, y por lo tanto el trabajo es la oración".
Es conocida la "grafomanía" de Krupp, su desmedida afición a escribir. Tenía una gran necesidad de comunicarse y en el curso de su vida escribió varios miles de cartas, a veces varias a la misma persona en un día. También escribió una gran cantidad de memorandos para sus trabajadores. En 1877, dirigió "unas palabras a mis familiares". Decía: “Los inventos y las nuevas producciones los introduje yo, no los trabajadores. Deben conformarse con su salario, y si yo gano o pierdo con el negocio, es asunto mío”. Por lo demás, ordenó a sus trabajadores que: “Disfruten lo que es suyo. Participar en políticas superiores requiere más tiempo libre y más conocimiento de las circunstancias que el que se le da al trabajador”.

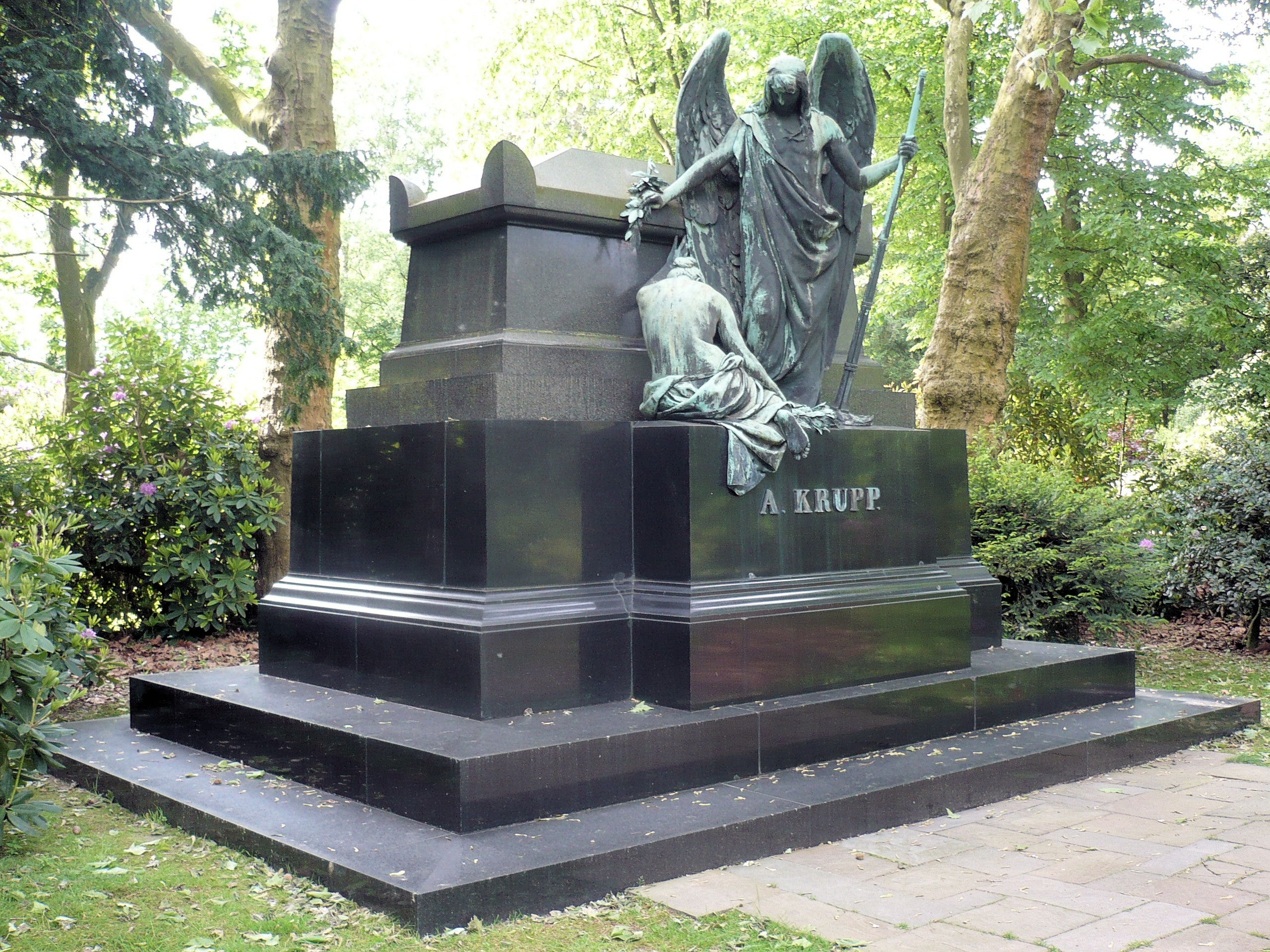
Tumba en el Cementerio de Bredeney: sarcófago negro con dos esculturas figurativas de bronce.

La anécdota de que Krupp amaba el olor a granja, y que por lo tanto, hizo construir su estudio sobre los establos de caballos de Villa Hügel para asegurarse que le llegara el aire del campo aromatizado con el olor a estiércol de caballo a través de los conductos de ventilación, no está confirmado.
En 1887, Alfred Krupp murió de un infarto de miocardio a la edad de 75 años. Fue enterrado en lo que entonces era el Cementerio de Kettwiger Tor, en la calle Hohenburg de Essen. Debido a la ampliación de la explanada del ferrocarril en 1910, la tumba se trasladó al sur de la Estación de Essen. En 1955, unas obras municipales obligaron a reubicar de nuevo el lugar de enterramiento. Desde entonces, la sepultura se halla en el cementerio de Bredeney, en la calle Westerwald de Essen.

## Reconocimientos
- Se erigieron varios monumentos en honor a Alfred Krupp, incluido el situado en la Marktkirche, que se erigió dos años después de su muerte; y otro de 1892, que una vez estuvo ubicado en la puerta de la fábrica de la acería y fue donado por los trabajadores.

- Ya en 1862, la Asociación de Ingenieros Alemanes (VDI) había designado a Alfred Krupp como miembro honorario en su reunión general de septiembre de 1862.[9] También era miembro honorario de la Institución del Hierro y del Acero de Londres.[1]

- Krupp fue galardonado con la segunda Orden de Mérito de Prusia más alta, la Orden del Águila Roja de segunda clase con hojas de roble.[1]

- El 26 de abril de 2012, se cumplió el 200.º aniversario del nacimiento de Alfred Krupp. Para la ocasión, el Ruhrmuseum mostró hasta el 4 de noviembre de 2012 una exposición especial titulada 200 Años de Krupp.[10]